# Gailīšu pagasts
Gailīšu pagasts er en territorial enhed i Bauskas novads i Letland. Pagasten etableredes i 1945, havde 2.594 indbyggere i 2010 og omfatter et areal på 80,20 kvadratkilometer. Hovedbyen i pagasten er Uzvara.